# Beggar on Horseback
Beggar on Horseback er en amerikansk stumfilm fra 1925 instrueret af James Cruze.

## Medvirkende
- Edward Everett Horton som Neil McRae
- Esther Ralston som Cynthia Mason
- Erwin Connelly som Mr. Cady
- Gertrude Short som Gladys Cady
- Ethel Wales som Mrs. Cady
- Theodore Kosloff
- Betty Compson
- James Mason som Homer Cady
- Frederick Sullivan som Dr. Rice